# Matarraña (rivier)

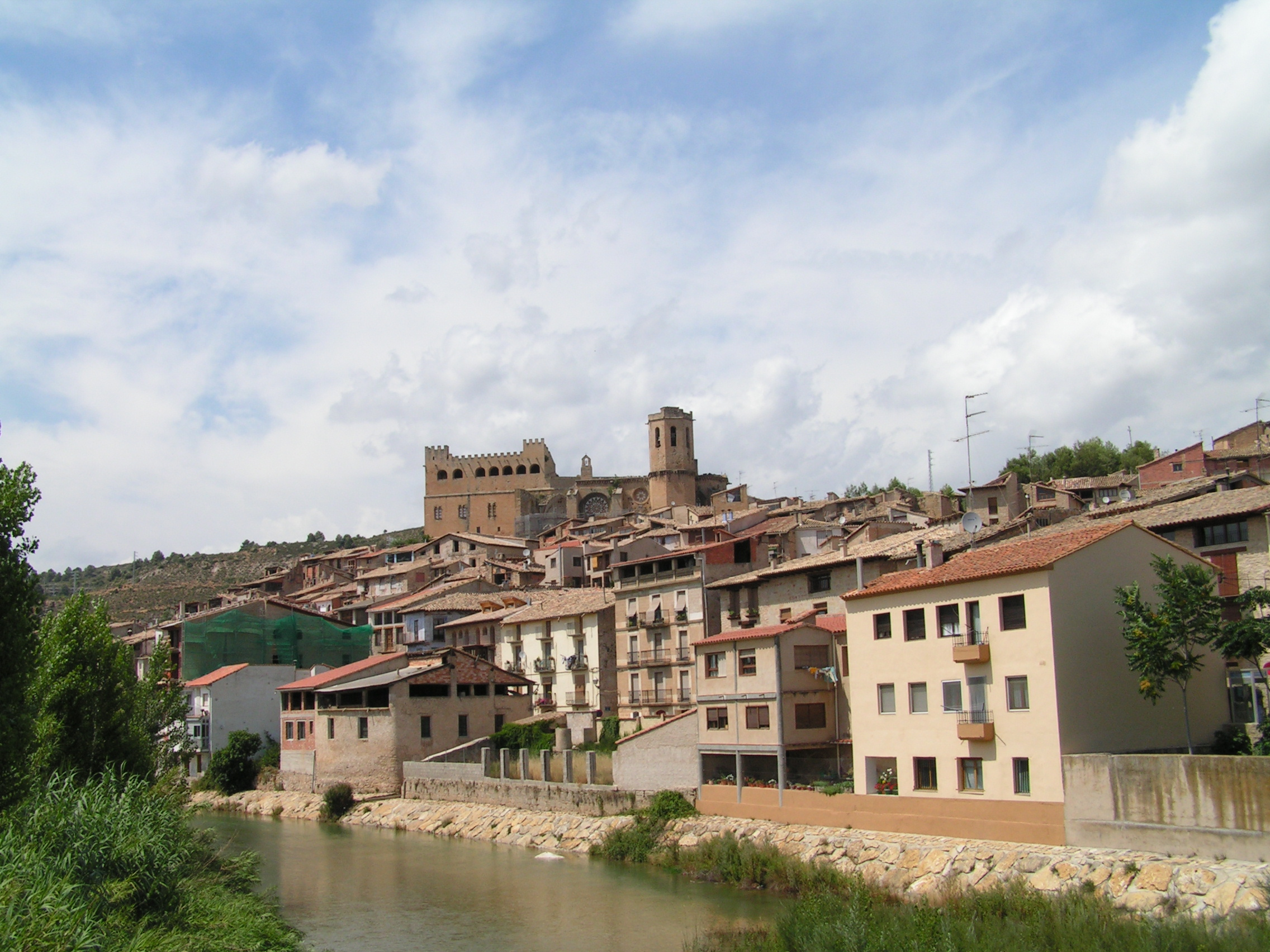
De Matarraña bij Valderrobres

De Matarraña is een rivier in Spanje, die ontspringt in El Parrisal in het natuurgebied Peurtos de Beciete. Via onder andere Beceite en Valderrobres stroomt de rivier aanvankelijk door de comarca Matarraña. 
Het is een typisch mediterrane rivier die in de lente en de herfst veel regen opvangt. Het waterpeil kan sterk fluctueren.
De bijna 100 kilometer lange Matarraña mondt in de Ebro uit bij Fayón.